# Le Cours
Le Cours (bret. An C'hour) – miejscowość i gmina we Francji, w regionie Bretania, w departamencie Morbihan.
Według danych na rok 1990 gminę zamieszkiwało 351 osób, a gęstość zaludnienia wynosiła 22 osoby/km² (wśród 1269 gmin Bretanii Le Cours plasuje się na 918. miejscu pod względem liczby ludności, natomiast pod względem powierzchni na miejscu 624.).